# Trifurcula corothamni
Trifurcula corothamni là một loài bướm đêm thuộc họ Nepticulidae. Nó được miêu tả bởi Z. và A. Lastuvka năm 1994. Nó được tìm thấy ở Cộng hòa Séc và Slovakia.